# Paese selvaggio (film 1961)
Paese selvaggio (Wild in the Country) è un film del 1961, diretto da Philip Dunne. Ispirato al romanzo "The Lost Country" (1958) di J.R. Salamanca.

## Trama
Glen Tyler, maltrattato dal padre e dal fratello maggiore, rischia di diventare un delinquente. Viene preso sotto tutela dalla psicologa Irene Sperry che scorge nel problematico ragazzo un inaspettato talento come scrittore. Presto i due si innamorano e in paese cresce lo scandalo. Glen, provocato, causa involontariamente la morte di un giovane e la psicologa, sentendosi in colpa, tenta il suicidio. Durante il processo verrà riconosciuta l'innocenza di Glen, e Irene sarà soccorsa in tempo.
Glen mette la testa a posto definitivamente e si iscrive all'università deciso a rincorrere il suo sogno di diventare uno scrittore.

## Colonna sonora
I brani del film sono: Wild in the Country; I Slipped, I Stumbled, I Fell; In My Way; Forget me never; Husky Dusky Day (cantata con Hope Lange)
Wild in the Country venne pubblicata originariamente nel 1961 come singolo (RCA 47-7880), accoppiato a I feel so bad (non dal film).
I Slipped, I Stumbled, I Fell fu incluso sull'album "Something for Everybody" (LPM/LSP 2370), pubblicato sempre nel 1961.
In My Way e Forget me never vennero pubblicate solo nel 1965 sull'LP "Elvis for Everyone!" (LPM/LSP 3450).
Un altro brano previsto per il film era Lonely man, che però rimase escluso sebbene la scena che l'accompagnava fu regolarmente girata; il brano venne comunque pubblicato nel 1961 come singolo (47-7850) accoppiato a Surrender.
Nel 2008 la colonna sonora venne ricostruita sul CD "Wild In The Country", che conteveneva tutti i quattro brani del film, con Lonely man e Husky Dusky Day (ancora inedita fino a quel momento), nonché diverse versioni alternative.
Nel 2012 i brani del film con versioni alternative vennero pubblicati assieme a quelli del film Stella di fuoco sul CD "The Wild In The Country & Flaming Star Sessions".